# Česká pojišťovna Cup 1998

## Výsledky a tabulka
|    |         | SWE     | FIN    | CZE   | RUS   | V | R | P | Skóre | B |
| 1. | Švédsko | Švédsko | 4:1    | 0:0   | 3:0   | 2 | 1 | 0 | 7:1   | 5 |
| 2. | Finsko  | 1:4     | Finsko | 2:1   | 2:0   | 2 | 0 | 1 | 5:5   | 4 |
| 3. | Česko   | 0:0     | 1:2    | Česko | 3:3   | 0 | 2 | 1 | 4:5   | 2 |
| 4. | Rusko   | 0:3     | 0:2    | 3:3   | Rusko | 0 | 1 | 2 | 3:8   | 1 |

| Tým 1   | Výsledek          | Tým 2   |
| ------- | ----------------- | ------- |
| Švédsko | 4:1 (0:1,1:0,3:0) | Finsko  |
| Rusko   | 3:3 (0:1,2:1,1:1) | Česko   |
| Finsko  | 2:0 (0:0,1:0,1:0) | Rusko   |
| Česko   | 0:0 (0:0,0:0,0:0) | Švédsko |
| Rusko   | 0:3 (0:0,0:1,0:2) | Švédsko |
| Česko   | 1:2 (1:0,0:1,0:1) | Finsko  |

## All-Star-Team
| Útočník | Maxim Afinogenov Rusko - Jiří Dopita Česko - Per Eklund Švédsko |
| Obránce | Libor Procházka Česko - Petteri Nummelin Finsko                 |
| Brankář | Vesa Toskala Finsko                                             |

### Nejlepší hráči
| Pozice  | Hráč             |
| ------- | ---------------- |
| Brankář | Johan Hedberg    |
| Obránce | Petteri Nummelin |
| Útočník | Jiří Dopita      |